# AMC-3
AMC-3 (antigo GE-3) é um satélite de comunicação geoestacionário construído pela Lockheed Martin que este está localizado na posição orbital de 72 graus de longitude oeste, em órbita inclinada, oferecendo cobertura para a América do Norte com 24 transponders de 12-18 watts cada, operando na banda C, e o mesmo número de transponders para a banda Ku, mas com potências de 60 watts. Entre as empresas que utilizam ou utilizaram os serviços do AMC-3 estão a Fox Sports Net e a PBS. O mesmo foi operado inicialmente pela GE Americom, atualmente o mesmo é operado pela SES. O satélite foi baseado na plataforma A2100A e sua expectativa de vida útil era de 15 anos.

## Lançamento
O satélite foi lançado com sucesso ao espaço no dia 4 de setembro de 1997, às 12:03 UTC, por meio de um veículo Atlas IIAS a partir da Estação da Força Aérea de Cabo Canaveral na Flórida, EUA. Ele tinha uma massa de lançamento de 2845 kg.

## Capacidade e cobertura
O AMC-3 está equipado com 24 transponders de banda Ku e 24 de banda C para fornecer transmissão de negócios, serviços de cabo para o território continental dos Estados Unidos, Havaí, Caribe e sul do Canadá.